# Carson McCullers
Lula Carson Smith, más conocida como Carson McCullers (Columbus, Georgia, 19 de febrero de 1917 - Nyack, estado de Nueva York, 29 de septiembre de 1967) fue una novelista, cuentista, poeta, dramaturga y ensayista estadounidense. Obtuvo una rápida fama siendo muy joven: a los 23 años publicó El corazón es un cazador solitario (The Heart is a Lonely Hunter), una novela en la que aparecen los temas recurrentes en sus libros: los marginados, los inadaptados, los solitarios, el deseo de conectarse con los demás.

## Primeros años y adolescencia
Lula Carson Smith nació en Columbus, Georgia. Su padre, Lamar Smith, relojero y joyero, se había mudado a la ciudad, desde Tuskegee (Alabama) buscando prosperar. En Columbus conoció a Vera Marguerite Smith, de ascendencia irlandesa, con la que se casó. El matrimonio tuvo dos hijas y un varón: Lula, la mayor; Lamar Jr., y la hermana menor, Marguerite, que se encargaría de editar los escritos de su hermana después de su muerte.
Siendo muy chica, descartó su primer nombre y se hizo llamar Carson. Ya entonces, escribía obras de teatro simples, nada más que para entretener a sus padres. Pero para lo que demostraba grandes condiciones era la música. Su talento musical le permitió tocar complejas partituras en poco tiempo de estudio. Entre los diez y los diecisiete años, se dedicó a estudiar piano y su madre estaba convencida de que sería una gran concertista. Sin embargo, cuando cumplió quince años, quizás viendo en ella otras condiciones, su padre le regaló una máquina de escribir y ella escribió Una caña de pan, una novela que se extravió y que menciona en el ensayo de 1948, Cómo comencé a escribir.
En su infancia y adolescencia. Carson tuvo una relación conflictiva con su madre, una mujer dominante, ambiciosa y que depositaba en la hija todos sus deseos de triunfo. Ella la impulsaba a dedicarse por completo a la música. Después que Carson terminó sus estudios en la Columbus High Scool, para poder pagarle los estudios en la Escuela Juilliard, de Nueva York, vendió una joya muy cara.
A los diecisiete años, Carson viajó en barco hacia Nueva York y, cuando iba a matricularse, perdió el dinero en el metro. De inmediato, comenzó a tomar clases de escritura en la Universidad de Columbia y en la Universidad de Nueva York. Para mantenerse, hizo trabajos ocasionales como camarera y paseadora de perros.
Habiendo sido enfermiza desde niña, contrajo una severa enfermedad respiratoria y regresó a Columbus para curarse. Pasó varios meses en cama y comenzó a idear El corazón es un cazador solitario y a escribir una historia corta. Su primer cuento, "Wunderkind", fue publicado en la edición de diciembre de 1936 de la revista Story, editado por Whit Burnett, que había sido su profesora en Columbia.

## Matrimonio
En 1937, se casó a los veinte años con James Reeves McCullers, de veinticuatro, al que había conocido en 1935 cuando él estaba alistado en la infantería, en Fort Benning, cercano a Columbus. Reeves había tenido una infancia difícil, tenía aspiraciones de escritor y había conocido a Marguerite, la madre de Carson antes que a ella. Marguerite le habló maravillas de ella y Reeves, al conocerla, creyó estar encontrando a alguien que llevaba un tipo de vida que a él le gustaría tener.
Reeves, según Carson, era el hombre más lindo que había conocido. Él se mantuvo a su lado durante su enfermedad y al casarse hicieron un acuerdo: Carlson escribiría su libro, luego, ella conseguiría un empleo y Reeves dejaría el suyo de cobrador de deudas en Charlotte, Carolina del Norte, donde se habían mudado. Carlson adoptó el apellido de su marido y así firmó El corazón es un cazador solitario, que publicó en 1940.  Tuvo un inmediato éxito y el trato con Reeves nunca se cumplió.

## Vida personal
Muy pronto, el matrimonio McCullers entró en crisis. Reeves mantuvo un romance con un amante masculino y se separaron cuando Carson terminó de escribir su segunda novela Reflejos en un ojo dorado (Reflections in a Golden Eye), publicada en 1941, año en que se divorciaron. Ella vivió un tiempo con George Davis, editor de Harper´s Bazar y se integró a la comunidad de arte de Brooklyn, en la que estableció amistad con el poeta W.H. Auden; el matrimonio de escritores Paul Bowles y Jane Bowles y el músico Benjamin Britten, entre otros. Más adelante hizo amistad con Truman Capote, del que terminó alejada y, sobre todo, con Tennessee Williams, uno de sus más cercanos amigos.
En esos días padeció varias recaídas en la enfermedad, pleuresía y pulmonía doble, pero nunca dejó de escribir. Ganó la beca Guggenheim, en 1942 y de la Academia Estadounidense de las Artes y las Letras, en 1946, año en que publicó Frankie y la boda (The Member of the Wedding). El año anterior, en 1945, terminada la Segunda Guerra Mundial, en la que participó Reeves y fue condecorado, Carson volvió a casarse con él.
El matrimonio se instaló en París y Carson tuvo un gran recibimiento de parte de los intelectuales franceses. Pero sufrió un accidente cerebrovascular, perdió la vista en el ojo derecho y quedó paralizada en medio cuerpo. En 1948, intentó suicidarse. Cinco años después, Reeves que, como ella, tenía graves problemas con el alcohol, deprimido y sintiéndose fracasado, le propuso un suicidio doble. Carson no aceptó y se separó de él de manera definitiva regresando a Estados Unidos. Reeves, poco después, se suicidó en un hotel en París.
Carson estuvo enamorada de varias mujeres. Estuvo obsesionada con la escritora Katherine Anne Porter, pero no fue correspondida. Tampoco pudo concretar su relación con la escritora y fotógrafa Annemarie Schwarzenbach, de la que estuvo perdidamente enamorada. Ninguno de sus amigos homosexuales, especialmente, Tennessee Williams, se enteraron de que hubiera mantenido relaciones sexuales con alguna mujer. Según Carson le contó a uno de sus primos, había tenido sexo con la famosa bailarina de estriptis, actriz y escritora, Gypsy Rose Lee. Era lesbiana, pero no se le conoce ninguna pareja femenina. No escondía sus deseos, que mostraba abiertamente, pero fue rechazada por  las mujeres de las que se enamoraba, como dice Virginia Spencer Carr, la mayor biógrafa de McCullers.

## Su carrera y últimos años
La revista Quick nombra a Carson una de las mejores escritoras de posguerra del país. En 1948 la revista Mademoiselle la nombra una de las diez mujeres más importantes de Estados Unidos y es merecedora de uno de los premios al mérito entregados por la publicación. A finales de este año preparará la adaptación teatral de Frankie y la boda junto con Tennessee Williams. La obra se estrena el 5 de enero de 1950 en el Empire Theatre de Broadway con gran éxito de crítica y público, bajó el cartel el 17 de marzo de 1951, luego de 501 triunfales funciones. En 1952 es nombrada miembro del National Institute of Arts and Letters.
En 1951, se publica una de sus mejores obras: la novela breve La balada del café triste (The Ballad of Sad Café; The Novels and Stories of Carson McCullers). En 1955, muere su madre y, un año después, en 1956, publica el cuento "¿Quién ha visto el viento?"
(“Who Has Seen the Wind?”), en Mademoiselle.
En 1959 tras ser intervenida quirúrgicamente del brazo y la mano izquierda en dos ocasiones publica en la revista Esquire su ensayo El sueño que florece: notas sobre la escritura. En 1961 Carson vuelve a pasar por el quirófano y ya casi no puede levantarse de la silla de ruedas, en ese mismo año publica Reloj sin manecillas, que recibe las peores críticas de su carrera, aunque salen en su defensa escritores como Gore Vidal que considera que McCullers es uno de los pocos logros satisfactorios de nuestra cultura de segunda clase y Graham Greene que equipara la escritura de esta con Faulkner. El prestigio de la escritora se recuperará con el estreno teatral de Reflejos en un ojo dorado en 1963 y en 1965 recibe el Premio de las Jóvenes Generaciones que otorga el periódico alemán Die Welt. En 1967 se publica su último relato The Long March y el 30 de abril recibe el Premio Henry Bellaman por su "formidable contribución a la literatura".
Los últimos años de su vida son físicamente calamitosos, con dolores constantes y un grado de invalidez considerable. No obstante siguió con su actividad social e intelectual. Tras varios ataques al corazón y un cáncer de mama, muere el 29 de septiembre de 1967 en el Hospital de Nyack en el Estado de Nueva York de una hemorragia cerebral.
Buena parte de su creación permaneció inédita durante su vida y fue reunida por su hermana Margarita en la obra póstuma The Mortgaged Heart.

## Obras

### Novelas
- El corazón es un cazador solitario (The Heart es a Lonely Hunter, 1940). Cuenta la historia de John Singer, un sordomudo amigo de otro sordomudo, Spiro Antonopulos. Ambos viven juntos durante años. Antonopulos padece un ataque de demencia y es internado en el manicomio. La narración tiene un quiebre: se aparta de la historia de los dos sordomudos y sigue lo que ocurre con cuatro conocidos de Singer: Mick Kelly, una chica marimacho, amante de la música, que sueña con comprar un piano; el idealista médico negro Dr. Benedict Mady Copeland; el alcohólico Jack Blund; y Biff Branon, dueño de un restaurante.
- Reflejos en un ojo dorado (Reflexions in a Golden Eye,1941) se desarrolla en una base del ejército estadounidense. El soldado Elgge Williams trabaja como jardinero del capitán Penderton, ve desnuda a la mujer de este y se obsesiona con ella. Penderton y su esposa Leonora tienen una fría relación y ella es la amante del Mayor Morris Langdon. Penderton es un homosexual reprimido que se da cuenta de que el soldado Williams merodea la casa espiando y cree que lo hace atraído por él. Cuando el soldado entra a la casa para mirar dormida a Leonora y se sienta junto a ella, Penderton, desairado, lo mata.
- Frankie y la boda (The Member of the Wedding, 1946) es la historia de la niña Frankie, de doce años, que se siente fuera de lugar en todas partes. Su madre murió y no se entiende con su padre. Su sueño es irse de viaje en la luna de miel con su hermano y su futura esposa a Alaska. La novela es una exploración de la psicología de los personajes y el relato de un sueño y una decepción.
- La balada del café triste (The Ballad of Sad Cafe, 1951) está formado por una novela corta, que da título al libro, y seis cuentos que ya habían sido publicados en revistas. "La balada del café triste" cuenta la extraña relación de la señorita Amelia, alta y fuerte, con dos hombres, su primo Lymon, un enano jorobado, y su exmarido, Marvin Macy, un hombre violento que regresa después de salir de la cárcel. La novela apareció por primera vez en Harper's Bazaar en 1944 y ese mismo año fue incluida en la antología Best American Short Stories.
- Reloj sin manecillas (Clock Without Hands, 1961) es una novela con varias líneas argumentales, todas entrelazadas con la vida de JT Malone, un farmacéutico que va a morir de leucemia.

### Cuentos
Seis relatos fueron reunidos, después de su primera publicación, en La balada del café triste.
- "Wunderkind". Story, 1936.
- "El jockey" ("The Jockey"). The New Yorker, 1941.
- "Madame Zilensky y el rey de Finlandia" ("Madame Zilensky and the King of Finland"). The New Yorker, 1941.
- "El transeúnte" ("The Sojourner"). Mademoiselle, 1950.
- "Dilema doméstico" ("A Domestic Dilemma"). New York Post Magazine, en 1951.
- "Un árbol. Una roca. Una nube" ("A Tree, a Rock, a Cloud"). Harper's Bazaar, 1942.

El resto de su narrativa breve fue póstumamente compilada por su hermana Marguerite en The Mortgaged Heart (1972). Salvo que se señale lo contrario, se trata de relatos previamente inéditos.
- "Sucker". The Saturday Evening Post, 1963. (Escrito en 1933).
- "El patio de la calle Ochenta, zona oeste" ("Court in the West Eighties").
- "Poldi".
- "El orfanato" ("The Orphanage").
- "El aliento del cielo" ("Breath from the Sky"). Redbook, 1971. (Publicación póstuma).
- "El instante de la hora siguiente" ("Instant of the Hour Later"). Redbook, 1971. (Publicación póstuma).
- "Así" ("Like That"). Redbook, 1971. (Publicación póstuma).
- "Los extranjeros" ("The Aliens").
- Sin título (Untitled Piece).
- "Correspondencia" ("Correspondence"). The New Yorker, 1942.
- "El arte y el señor Mahoney" ("Art and Mr. Mahoney"). Mademoiselle, 1949.
- "Muchacho obsesionado" ("The Haunted Boy"). Botteghe Oscure y Mademoiselle, 1955.
- "¿Quién ha visto el viento?" ("Who Has Seen the Wind?"). Mademoiselle, 1956.

### Teatro
- Frankie y la boda (The Member of the Wedding, 1951). Adaptación teatral que la misma autora hizo de su novela.
- The Square Root of Wonderful (1957). Pieza en tres actos. La trama gira sobre Philip Lovejoy, un alcohólico que sale de la clínica donde estuvo recuperándose y va a la casa de su exesposa.

### Poesía
- Sweet as a Pickle and Clean as a Pig (1964). Poemas ilustrados para niños.

### Publicaciones póstumas
- The Mortgaged Heart (1974) es un conjunto de cuentos, poemas y ensayos breves no reunidos en libro y editados después de la muerte de McCullers por su hermana Marguerite. El libro también incluye un primer esbozo de El corazón es un cazador solitario: "El mudo" ("The Mute"). Esta narración y siete ensayos de la edición original fueron recogidos en español bajo el nombre "El mudo" y otros textos, con prólogo de Rodrigo Fresán:[9]
  - "Cómo comencé a escribir" ("How I Began to Write").
  - "El realismo ruso y la literatura del Sur" (The Russian Realists and Southern Literature").
  - "Soledad..., una enfermedad americana" ("Loneliness... an American Malady").
  - "La visión compartida" ("The Vision Shared").
  - "Isak Dinesen, Cuentos de invierno" ("Isak Dinesen: Winter’s Tales").
  - "Isak Dinesen: en alabanza del esplendor" ("Isak Dinesen: In Praise of Radiance").
  - "El sueño que florece (notas sobre la escritura)" ("The Flowering Dream: Notes on Writing").
- Iluminación y fulgor nocturno. Autobiografía inacabada (Illumination and Night Glare, 1999).